# Hov, Färöarna

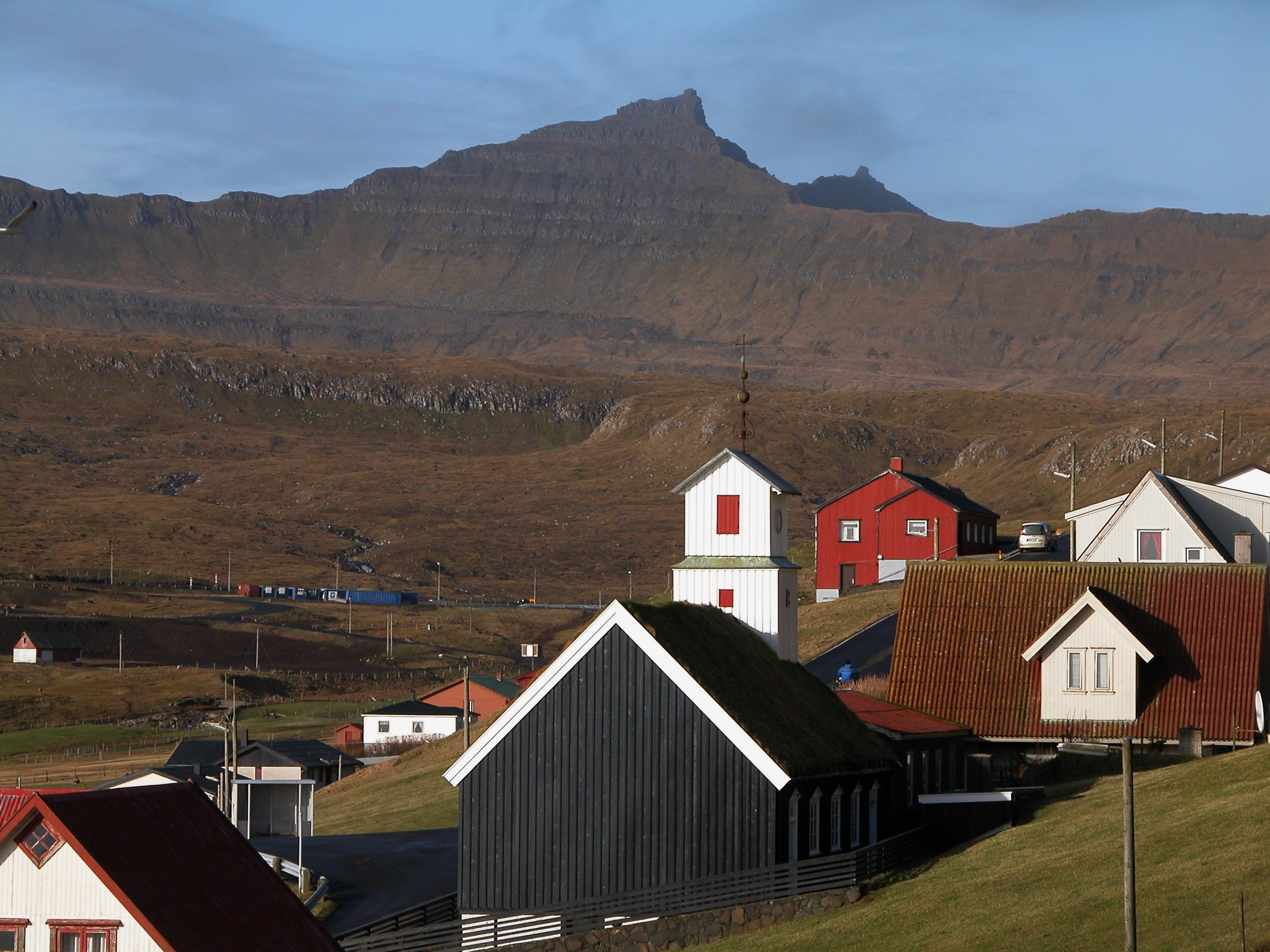
Hov kirkja

Hov (IPA: ˈhoː, danska: Hove) är en ort på Färöarna, belägen på den sydligaste ön Suðuroy. Hov utgör hela Hovs kommun och ligger på öns östkust, vid fjorden Hovsfjørður, där den 1,7 hektar stora holmen Hovshólmur ligger. Hov är en av Färöarnas äldsta orter och omnämns i Färingasagan. Sagan berättar om Havgrímur, en vikingahövding som bodde i Hov under 900-talet. Han dyrkade hedniska (förkristna) gudar med ett gudahov, därav ortens namn. Hov hade 110 invånare vid folkräkningen 2015.
Sedan 2007 finns vägtunneln Hovstunnilin i byn. Den sammankopplar Hov med Øravík, men har också skapat en enkel färdväg både norrut och söderut. Tidigare kunde man med bil endast köra över bergen, vilket kunde vara besvärligt under vintern. Tack vare tunneln tar det nu endast 15 minuter att köra mellan Tvøroyri och Vágur. Tunneln är 2,5 kilometer lång.

## Geografi
Väster om Hov ligger vattenfallen Foldarafossur, en del av älven Hovsá. Hovsá rinner från Vatnsnes och har sitt utlopp mellan byarna Porkeri och Hov. Foldarafossur är ett välkänt bildmotiv och avbildades på ett färöiskt frimärke från 1999. Strax söder om byn ligger bergspasset Foldarsskarð.

## Historia
Det har funnits en hamn i Hov sedan landnamstiden. Den nuvarande hamnen byggdes 1935-1940 (och byggdes ut under 1960-talet) och har betytt mycket för orten. Hov kyrka är en traditionell svartmålad träkyrka som från början stod i Vágur, men återupprestes i Hov 1943 då Vágur fick en ny. Fiskeindustrin är den största näringen i Hov.

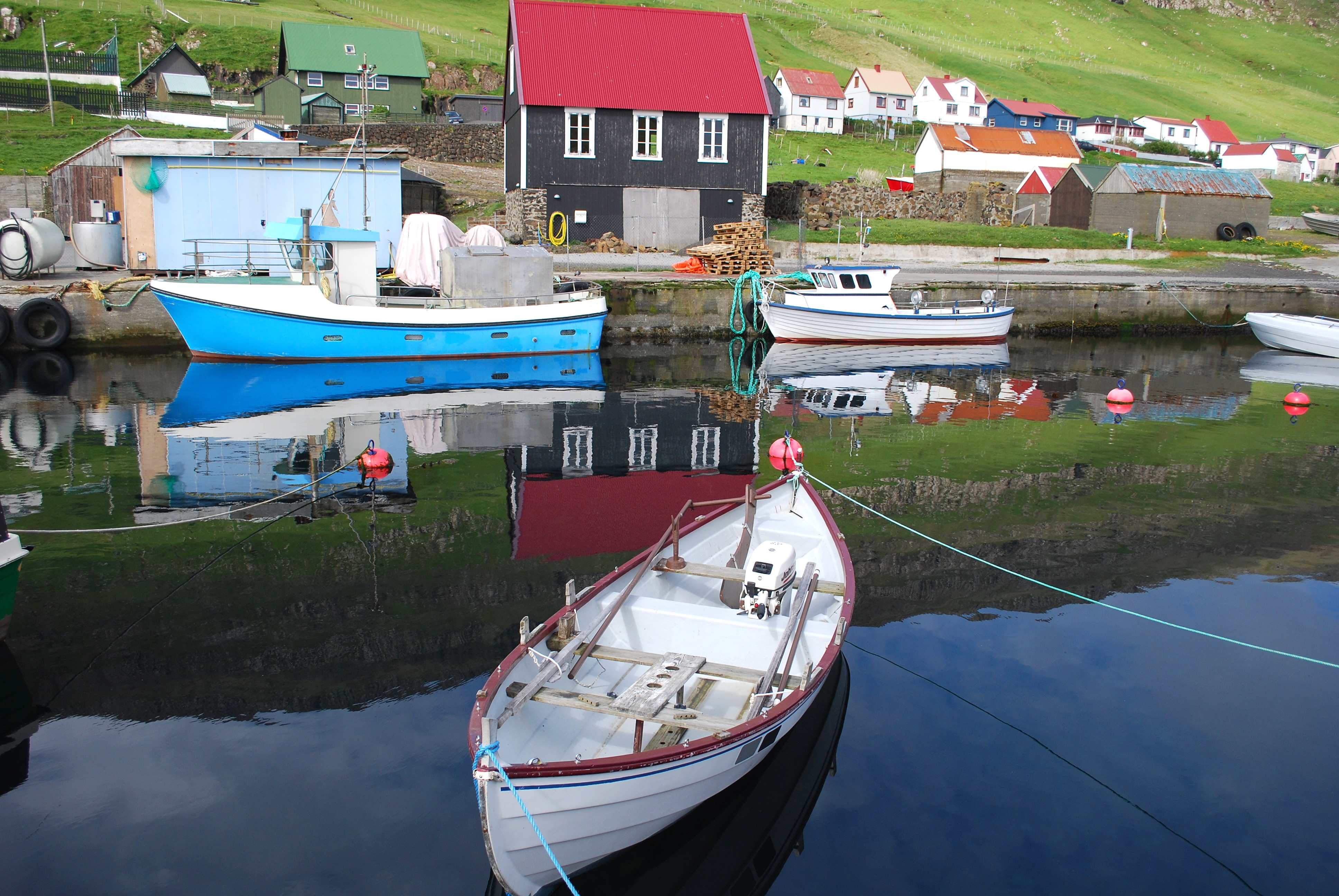
Hamnaren med Savnið á Mýri
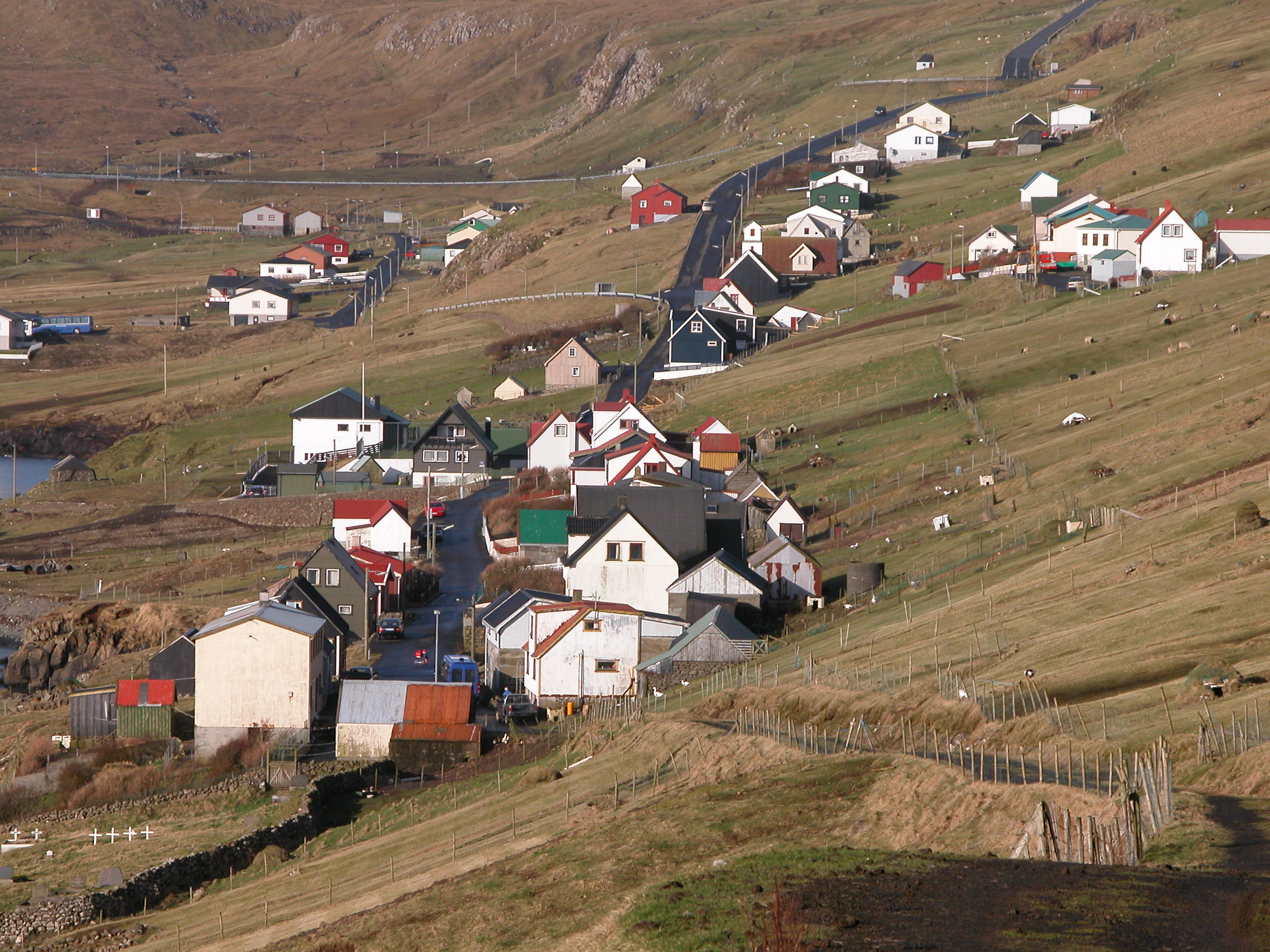
Hov
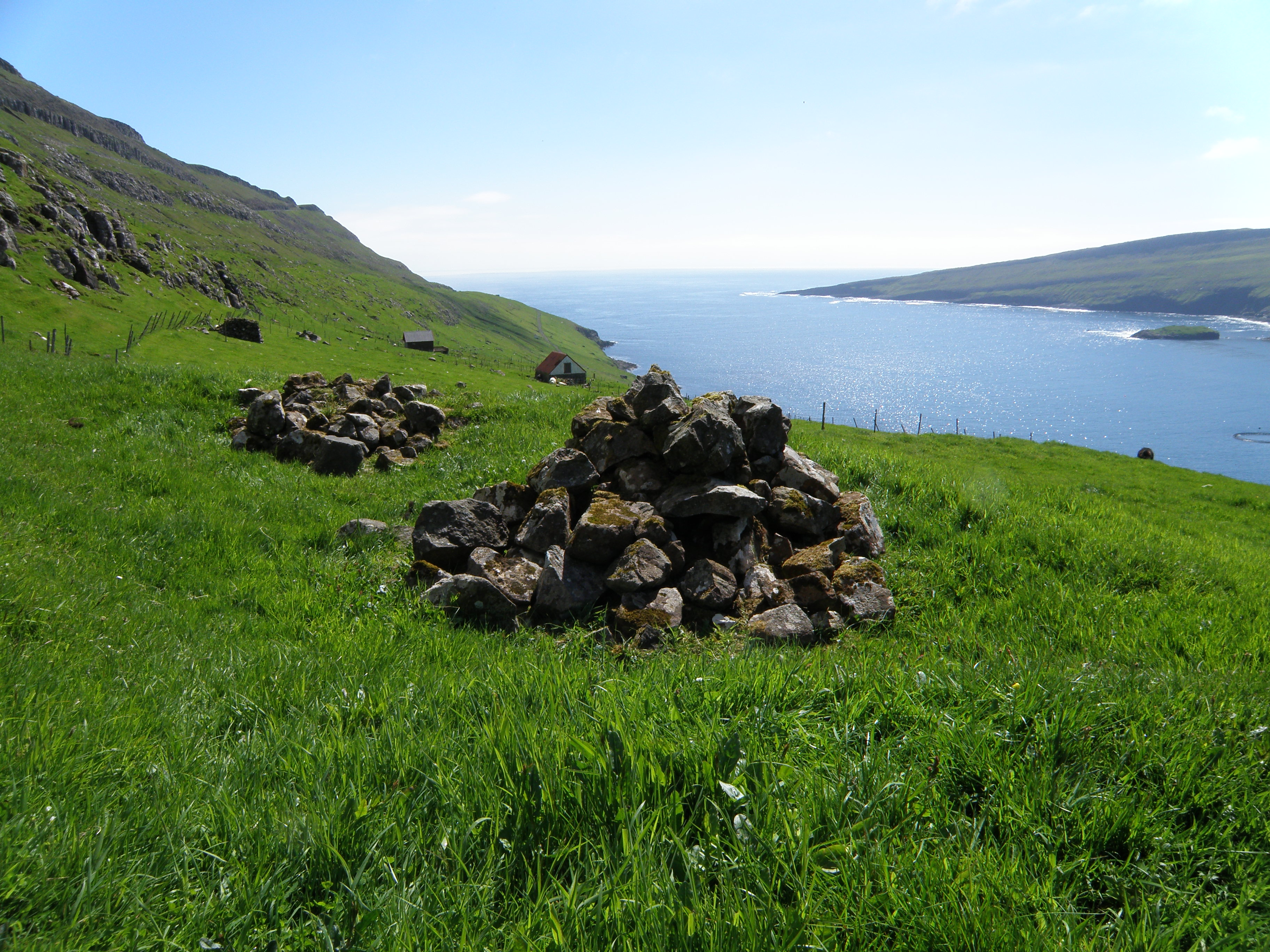
Havgrímurs grav
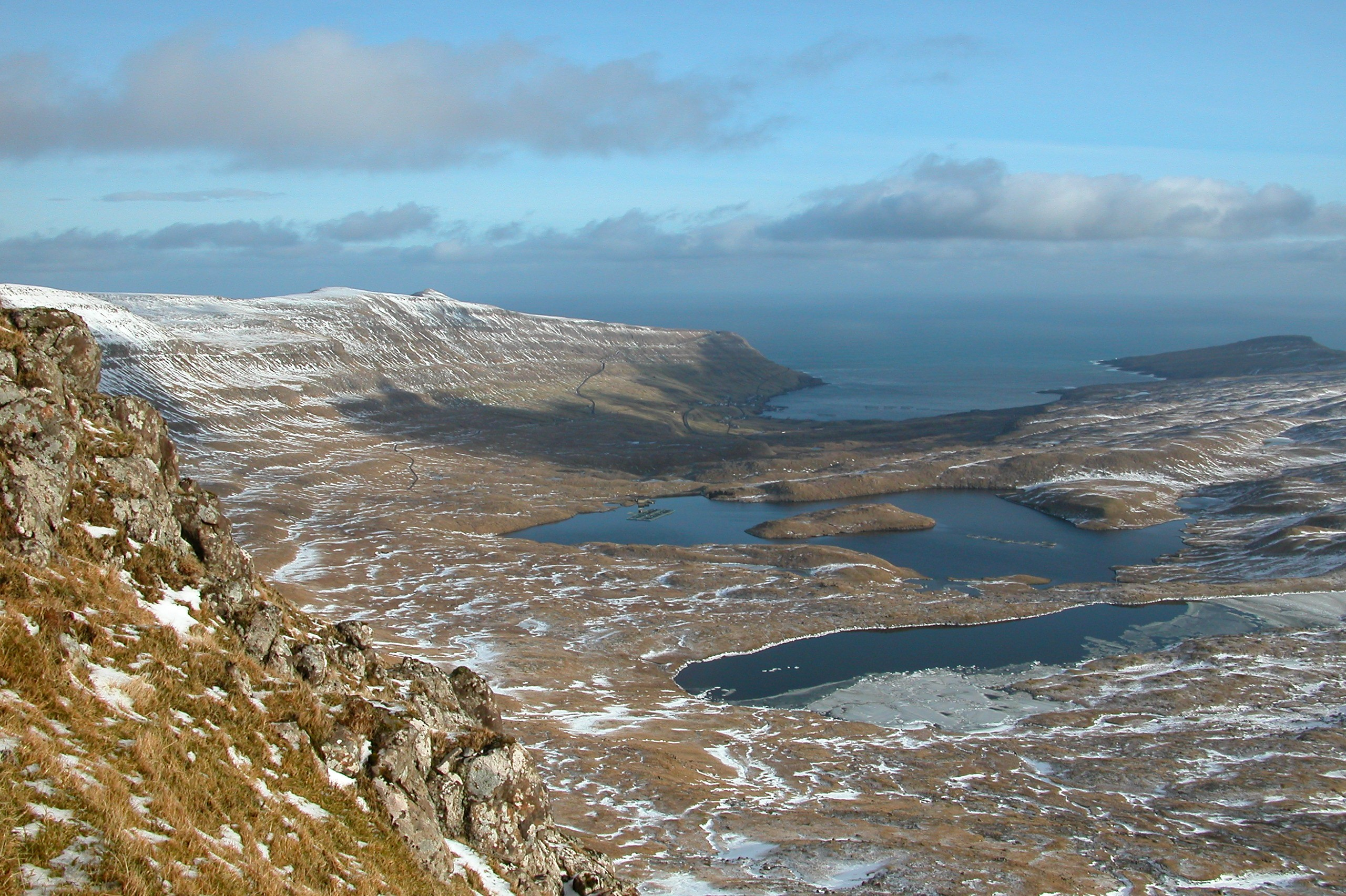
Hovdalen
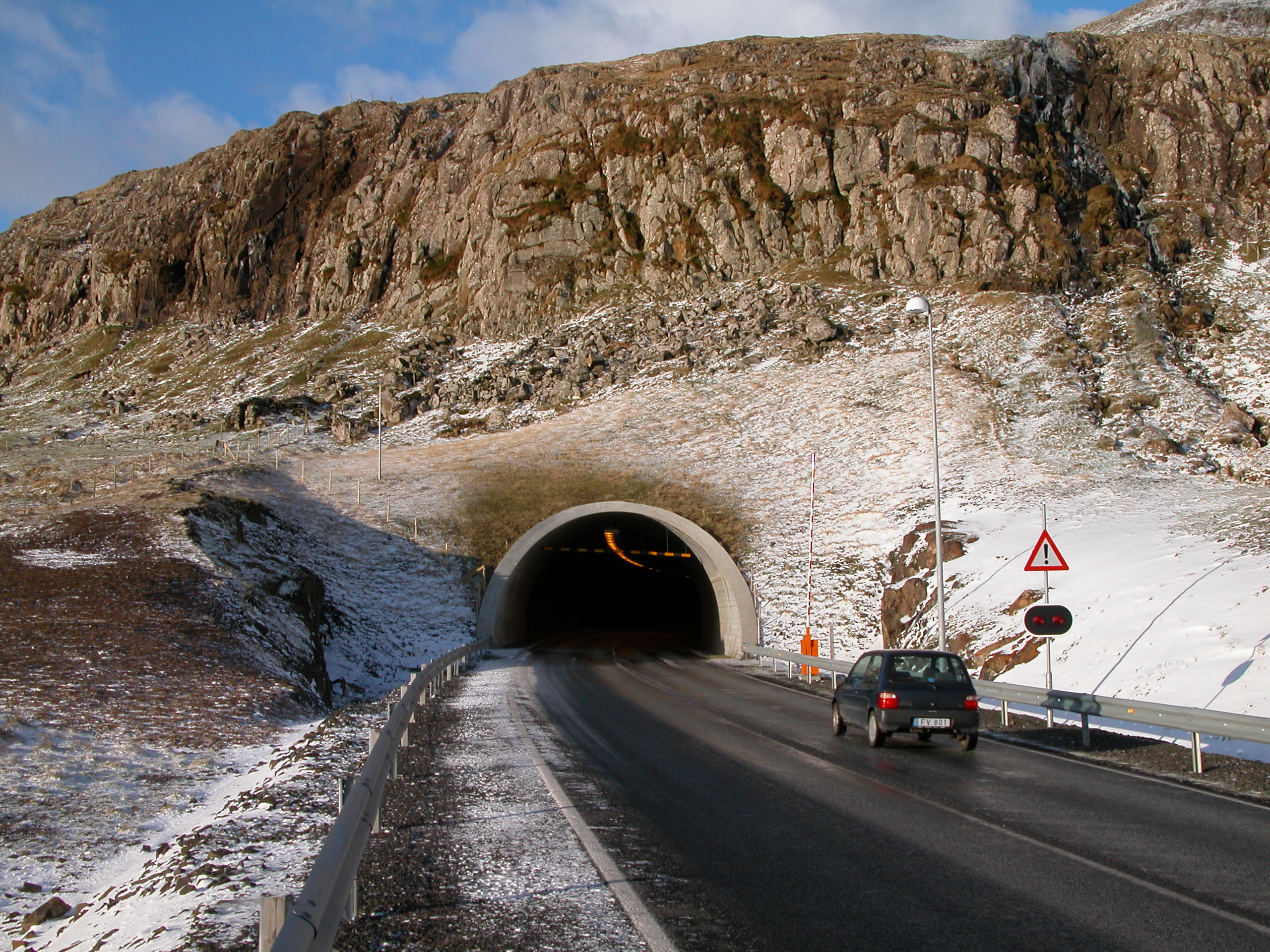
Hovstunnilin
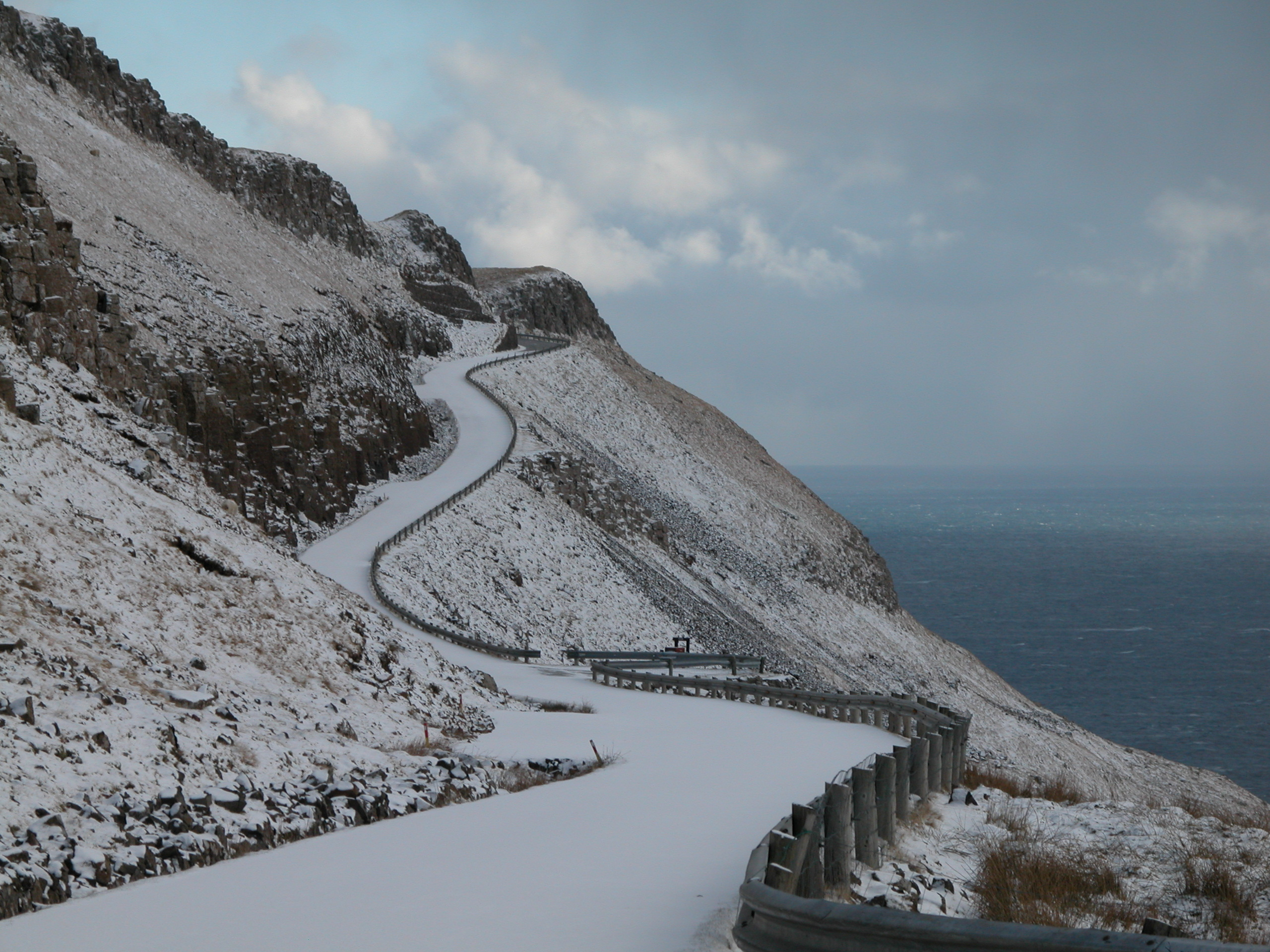
Fjällvegan Hov-Tvøroyri

## Befolkningsutveckling
| Befolkningsutvecklingen i Hov 1985–2015 | Befolkningsutvecklingen i Hov 1985–2015 | Befolkningsutvecklingen i Hov 1985–2015 | Befolkningsutvecklingen i Hov 1985–2015 | Befolkningsutvecklingen i Hov 1985–2015 |
| --------------------------------------- | --------------------------------------- | --------------------------------------- | --------------------------------------- | --------------------------------------- |
|                                         |                                         |                                         |                                         |                                         |
| År                                      |                                         |                                         | Folkmängd                               |                                         |
| 1985                                    | 1985                                    |                                         | 148                                     |                                         |
| 1990                                    | 1990                                    |                                         | 167                                     |                                         |
| 1995                                    | 1995                                    |                                         | 137                                     |                                         |
| 2000                                    | 2000                                    |                                         | 118                                     |                                         |
| 2005                                    | 2005                                    |                                         | 131                                     |                                         |
| 2010                                    | 2010                                    |                                         | 121                                     |                                         |
| 2015                                    | 2015                                    |                                         | 110                                     |                                         |
|                                         |                                         |                                         |                                         |                                         |